# Brighton (hrabstwo Marathon)
Brighton – miasto w Stanach Zjednoczonych, w stanie Wisconsin, w hrabstwie Marathon.